# Zebrasoma desjardinii

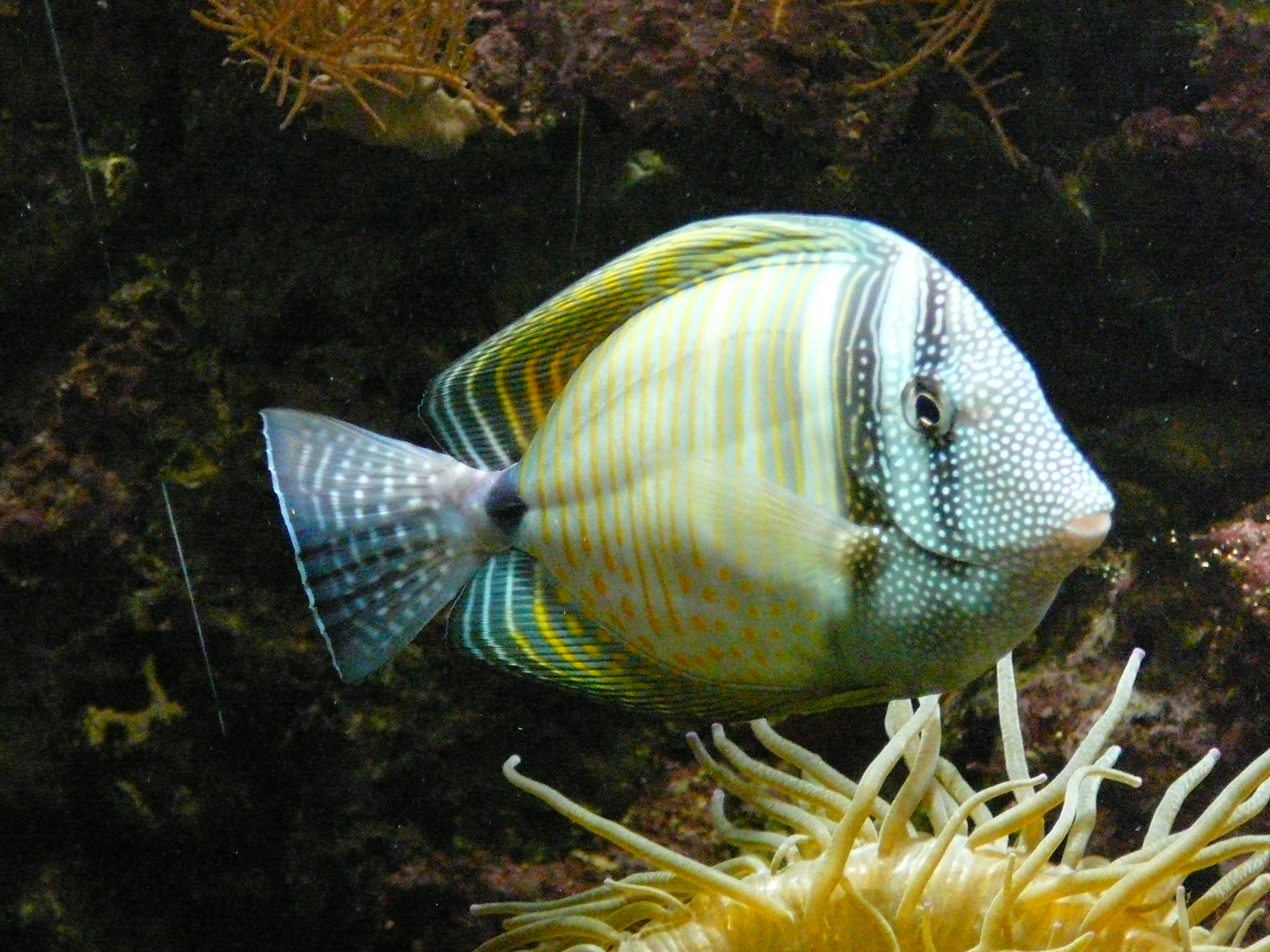
Zebrasoma desjardinii al zoo de Wuppertal

Zebrasoma desjardinii és una espècie de peix pertanyent a la família dels acantúrids.

## Descripció
- Pot arribar a fer 40 cm de llargària màxima (normalment, en fa 32).[3]

## Hàbitat
És un peix marí, associat als esculls i de clima tropical que viu fins als 25 m de fondària.

## Distribució geogràfica
Es troba des del mar Roig fins a KwaZulu-Natal (Sud-àfrica), l'Índia i Java.

## Observacions
És inofensiu per als humans.